# Megastigmus bipunctatus
Megastigmus bipunctatus är en stekelart som först beskrevs av Nils Samuel Swederus 1795.  Megastigmus bipunctatus ingår i släktet Megastigmus och familjen gallglanssteklar. Arten är reproducerande i Sverige. Inga underarter finns listade i Catalogue of Life.